# Montebello Ionico
Montebello Ionico is een gemeente in de Italiaanse provincie Reggio Calabria (regio Calabrië) en telt 6685 inwoners (31-12-2004). De oppervlakte bedraagt 55,7 km², de bevolkingsdichtheid is 126 inwoners per km².
De volgende frazioni maken deel uit van de gemeente: Fossato Jonico, Masella, Saline Joniche.

## Demografie
Montebello Ionico telt ongeveer 2489 huishoudens. Het aantal inwoners daalde in de periode 1991-2001 met 8,0% volgens cijfers uit de tienjaarlijkse volkstellingen van ISTAT.
| Jaar | Inwoneraantal |
| ---- | ------------- |
| 1991 | 7521          |
| 2001 | 6922          |

## Geografie
De gemeente ligt op ongeveer 425 m boven zeeniveau.
Montebello Ionico grenst aan de volgende gemeenten: Bagaladi, Melito di Porto Salvo, Motta San Giovanni, Reggio Calabria, San Lorenzo.